# Gustav Noske

Gustav Noske als Mitglied der Weimarer Nationalversammlung, 1919

Gustav Noske (* 9. Juli 1868 in Brandenburg an der Havel; † 30. November 1946 in Hannover) war ein deutscher Politiker der SPD. Er war in den Jahren 1906 bis 1918 Mitglied des Reichstages, wo er als Experte für Militär-, Marine- und Kolonialfragen auftrat. Während der Novemberrevolution 1918 spielte er eine zentrale Rolle, er stellte sich an die Spitze des Kieler Arbeiter- und Soldatenrates und übte einen mäßigenden Einfluss auf die Revolutionäre aus. Von Dezember 1918 bis Februar 1919 war Noske Mitglied des Rates der Volksbeauftragten mit Zuständigkeit für Demobilisierung, Heer und Marine. Während der sozialen und politischen Auseinandersetzungen der Jahre 1918 bis 1920 trug er die Verantwortung für die blutige Niederschlagung kommunistischer Aufstände (u. a. Spartakusaufstand) durch republikfeindliche Freikorps.
In der Weimarer Republik war Noske von Februar 1919 bis März 1920 erster Reichswehrminister und damit der erste sozialdemokratische Minister mit der Zuständigkeit für das Militär in der deutschen Geschichte. Nach seinem Ausscheiden aus der Reichsregierung war er in den Jahren 1920 bis 1933 preußischer Oberpräsident der Provinz Hannover.

## Familie, Ausbildung und Beruf

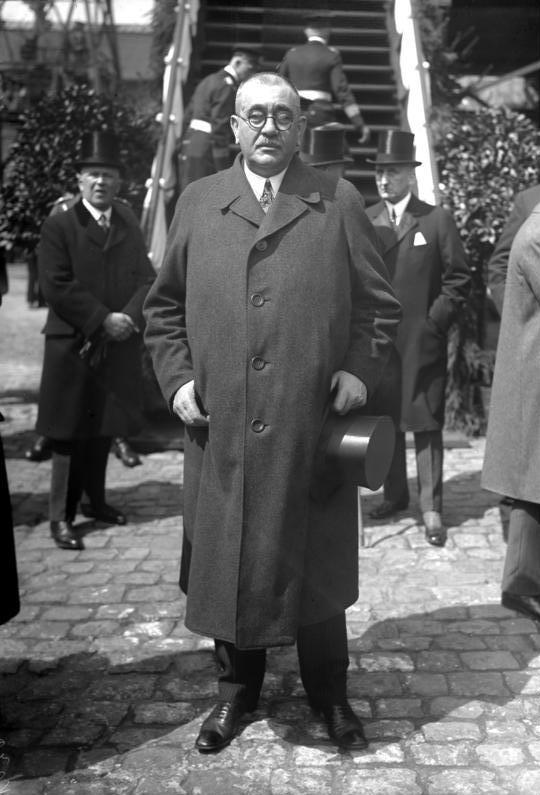
Gustav Noske (1933)

Die Eltern von Gustav Noske waren Karl Noske, ein in Ciechanowiec im damaligen Russisch-Polen geborener Weber, und Emma, geb. Herwig.
In den Jahren 1874 bis 1882 besuchte Gustav Noske die Volks- und Bürgerschule. 1882 begann er eine Lehre zum Korbmacher. Als Geselle hielt er sich anschließend in Halle an der Saale, in Frankfurt am Main, in Amsterdam und Liegnitz auf. Die harten Arbeits- und Lebensbedingungen (11- bis 13-Stunden-Arbeitstag, keine Fürsorgeeinrichtungen, ungerechte Bezahlung), noch verschärft durch die Heraufsetzung der Akkordsätze und das Sozialistengesetz, motivierten Noske, sich journalistisch zu betätigen und als 17-Jähriger an der Gründung eines Korbmachervereins teilzunehmen. Dieser ging später im Deutschen Holzarbeiterverband auf. 1890 zählte Noske zu einer dreiköpfigen Delegation, die zum 1. Mai vom Unternehmer einen oder einen halben Tag unbezahlte Arbeitsruhe forderte. Allen drei Arbeitern wurde gekündigt. Daraufhin entstand in der Fabrik eine so große Unruhe, dass die Kündigung rückgängig gemacht wurde. Nach einer Kundgebung in Brandenburg unterhielt sich August Bebel ausführlich mit ihm. Noske war stolz, als Bebel in einer Reichstagsrede aus dieser Unterhaltung zitierte.
Im Jahr 1891 heiratete er Martha, geborene Thiel. Die beiden hatten drei Kinder.
1893 wurde er Redakteur der Brandenburger Zeitung, 1897 wechselte er zur Königsberger Volkstribüne.

## Parteieintritt
Noske war ab 1884 Mitglied der SPD und wurde 1892, zwei Jahre nach Ende des Sozialistengesetzes, zum Vorsitzenden des sozialdemokratischen Vereins seiner Heimatstadt gewählt.

## Öffentliches Wirken

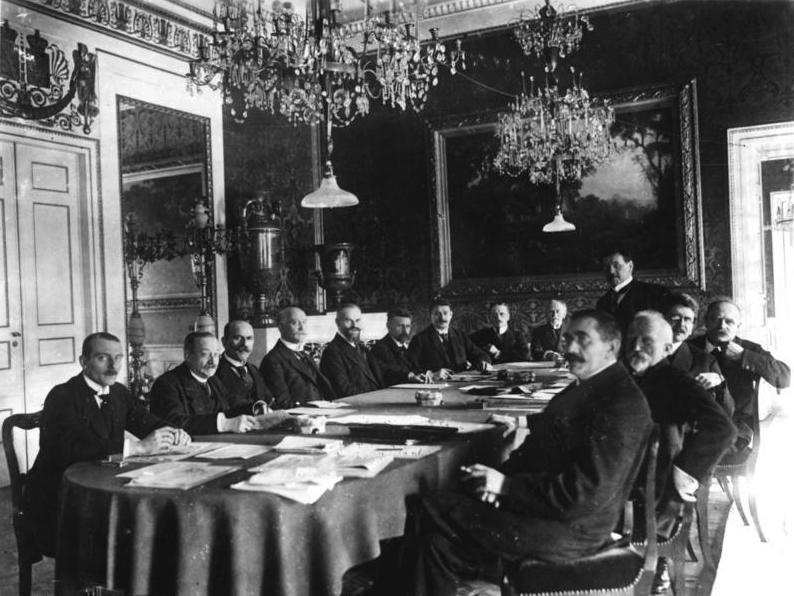
Erste Kabinettssitzung des Kabinetts Scheidemann am 13. Februar 1919 in Weimar. V.l.: Ulrich Rauscher, Pressechef der Reichsregierung, Robert Schmidt, Ernährung, Eugen Schiffer, Finanzen, Philipp Scheidemann, Reichskanzler, Otto Landsberg, Justiz, Rudolf Wissell, Wirtschaft, Gustav Bauer, Arbeit, Ulrich von Brockdorff-Rantzau, Auswärtiges, Eduard David ohne Portefeuille, Hugo Preuß, Inneres, Johannes Giesberts, Post, Johannes Bell, Kolonien, Georg Gothein, Schatz, Gustav Noske, Reichswehr

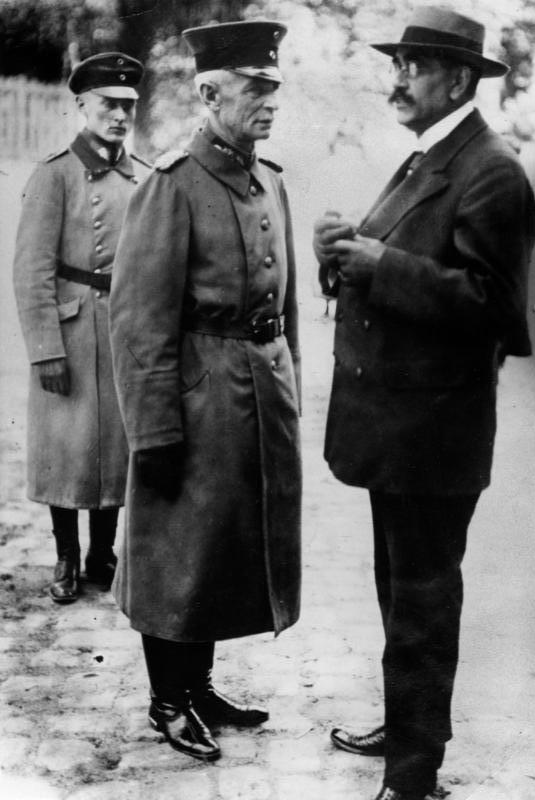
Gustav Noske (rechts) mit Walther von Lüttwitz (1920)

Als Redakteur der Chemnitzer Volksstimme erlangte Noske eine große Anhängerschaft; per Nachwahl (gewählt für den ausgeschiedenen Max Schippel) zog er Anfang 1906 (mit 37 Jahren) als Abgeordneter des Wahlkreises Chemnitz in den Deutschen Reichstag ein. Als neu gewählter Abgeordneter etablierte er sich rasch als Spezialist für Kolonial- und Militärfragen, obwohl er nie Soldat gewesen war: In der Debatte um die deutschen Kolonien opponierten die Sozialdemokraten gemeinsam mit dem Zentrum gegen den Kolonialismus. Noske stimmte seinen Genossen zu, wenn sie vortrugen, dass Geldausgaben zur Lösung sozialer Probleme in Deutschland Vorrang haben müssten vor Investitionen in den Kolonien. Nicht folgen konnte er ihnen bei ihren Polemiken gegen die deutsche Kolonialpolitik, die er grundsätzlich befürwortete. Auch bekannte er sich zur Notwendigkeit der Landesverteidigung, was nicht von allen sozialdemokratischen Abgeordneten geteilt wurde. Seine Befürwortung eines gewissen Nationalegoismus machte ihn in den Augen der Historikerin Helga Grebing zum Prototyp für „jenen Teil der deutsche Sozialdemokratie, der sich […] in positiver Weise in den monarchisch-autoritären Staat integrierte“.
Der Durchbruch in die Spitzengruppe der SPD-Fraktion und des ganzen Reichstages gelang Noske im Jahre 1907, als er gegenüber den Vorwürfen des Kriegsministers Karl von Einem, der „die Begründung des Heeresetats mit heftigen Angriffen gegen die SPD gewürzt und den Sozialdemokraten dabei die nationale Gesinnung abgesprochen hatte“, eine sachkundige Rede hielt, die „jeden ideologischen Seitenhieb vermied.“ Damit distanzierte er sich von August Bebel und wurde zugleich zu einer Zielscheibe des linken Flügels in der SPD.
Als im Herbst 1918 der Erste Weltkrieg verloren war und die USA zögerten, die deutsche Bitte um Waffenstillstand anzunehmen, forderte er Kaiser Wilhelm II. in einer Reichstagsrede auf abzudanken: „eine einzige große Geste des Trägers der Kaiserkrone“, die „Beifall bei vielen Millionen Menschen im Deutschen Reiche“ ausgelöst hätte. Kurz darauf schickte ihn Reichskanzler Prinz Max von Baden während des Kieler Matrosenaufstandes nach Kiel, um dort die Lage zu beruhigen. Noske wurde zwar umgehend zum Vorsitzenden des örtlichen Arbeiter- und Soldatenrates gewählt, vermochte aber nicht, das Übergreifen der Revolution auf das gesamte Reichsgebiet zu verhindern. Am 9. November 1918 erfolgte während der Novemberrevolution die Ausrufung der Republik, einen Tag später floh der ehemalige Kaiser in die Niederlande. Das Ende der deutschen Monarchie wurde durch die formelle Abdankung des Kaisers am 28. November 1918, seines Thronfolgers am 1. Dezember 1918 und aller anderen Bundesfürsten besiegelt.

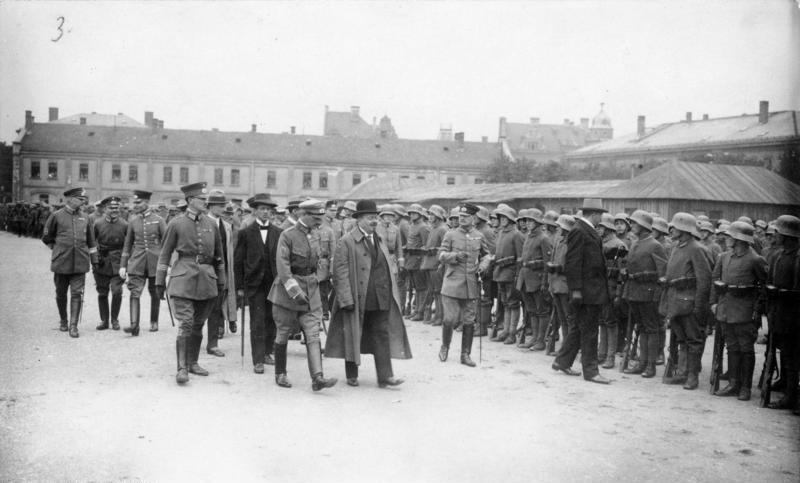
Ebert und Noske bei der Übernahme des bayerischen Heeres in die Reichswehr am 25. August 1919 in München, Marsfeldkaserne

Nachdem die Unabhängige Sozialdemokratische Partei Deutschlands (USPD) aufgrund des harten militärischen Vorgehens um die Jahreswende 1918/19 (Weihnachtskämpfe) aus dem Rat der Volksbeauftragten ausgeschieden war, wurde Noske als Volksbeauftragter für Heer und Marine verantwortlich für die Niederschlagung des Januaraufstandes 1919 (sog. „Spartakusaufstand“), bei der auch Rosa Luxemburg und Karl Liebknecht ermordet wurden. Nachdem der Offizier Waldemar Pabst, der die Morde an Luxemburg und Liebknecht veranlasst hatte, im Jahre 1970 gestorben war, wurde in dessen Nachlass die Abschrift eines Briefes aus dem Jahr 1969 gefunden:

„Daß ich die Aktion ohne Zustimmung Noskes gar nicht durchführen konnte – mit Ebert im Hintergrund – und auch meine Offiziere schützen musste, ist klar. Aber nur ganz wenige Menschen haben begriffen, warum ich nie vernommen oder unter Anklage gestellt worden bin. Ich habe als Kavalier das Verhalten der damaligen SPD damit quittiert, dass ich 50 Jahre lang das Maul gehalten habe über unsere Zusammenarbeit.“

Noske gehörte der Weimarer Nationalversammlung seit ihrer Konstituierung am 6. Februar 1919 an. Als Reichswehrminister im ersten Kabinett Scheidemann trug er die Verantwortung für die Niederschlagung der Aufständischen der Berliner Märzkämpfe, bei denen etwa 1200 Menschen getötet wurden. Hier erließ er am 9. März abends die Weisung: „Jede Person, die mit der Waffe in der Hand gegen Regierungstruppen kämpfend angetroffen wird, ist sofort zu erschießen.“ Er war auch beteiligt an der Niederschlagung von einigen lokalen Aufständen, bei denen Räterepubliken errichtet werden sollten, unter anderem in München und in Bremen. Er bekam bei seinen Gegnern den Beinamen „der Bluthund“ oder „Blutnoske“, was auf seine eigene Darstellung der Entscheidung zur Niederschlagung des Spartakusaufstandes in seinen 1920 erschienenen Memoiren zurückgeht:

„Der Kriegsminister, Oberst Reinhardt, formulierte einen Befehl, durch den die Regierung und der Zentralrat den Generalleutnant von Hofmann, der mit einigen Formationen nicht weit von Berlin war, zum Oberbefehlshaber ernannte. Dagegen wurde eingewendet, dass die Arbeiter gegen einen General die größten Bedenken hegen würden. In ziemlicher Aufregung, denn die Zeit drängte, auf der Straße riefen unsere Leute nach Waffen, stand man im Arbeitszimmer Eberts umher. Ich forderte, daß ein Entschluß gefaßt werde. Darauf sagte jemand: ‚Dann mach du doch die Sache!‘ Worauf ich kurz entschlossen erwiderte: ‚Meinetwegen! Einer muss der Bluthund werden, ich scheue die Verantwortung nicht!‘ Reinhardt meinte, auf den Vorschlag habe er eigentlich immer gehofft. Ein Beschluss wurde mündlich so formuliert, daß die Regierung und der Zentralrat mir weitgehendste Vollmachten zum Zweck der Wiederherstellung geordneter Verhältnisse in Berlin übertrugen.“

Noske teilte den Antibolschewismus der Militärs und ließ den von der Reichswehr unterstützten Freikorps weitgehend freie Hand bei ihrem harten Vorgehen gegen Streiks und kommunistische Aufstände. Aus neueren Forschungen geht hervor, dass Noske dabei sehr gezielt und teils mittels lancierter Falschmeldungen auch gegen weniger radikale und zugleich besonders anerkannte politische Akteure vorging, z. B. gegen den Magdeburger Gewerkschaftsfunktionär und Politiker Alwin Brandes. Das von Noske teils wider besseres Wissen forcierte Vorgehen gegen weniger radikale USPD- und Gewerkschaftsfunktionäre, die wie Alwin Brandes früher in der SPD wichtige Funktionen innehatten und eine lokale Autorität in der Rätebewegung besaßen, war in einigen Fällen die eigentliche Ursache für regionale Radikalisierungsschübe. Später sorgte Noske dafür, dass Regierungssoldaten nicht wegen begangener Gewaltverbrechen vor Gericht gestellt wurden. Bei den Kommunisten verlor er mit dieser Haltung jede Sympathie. 

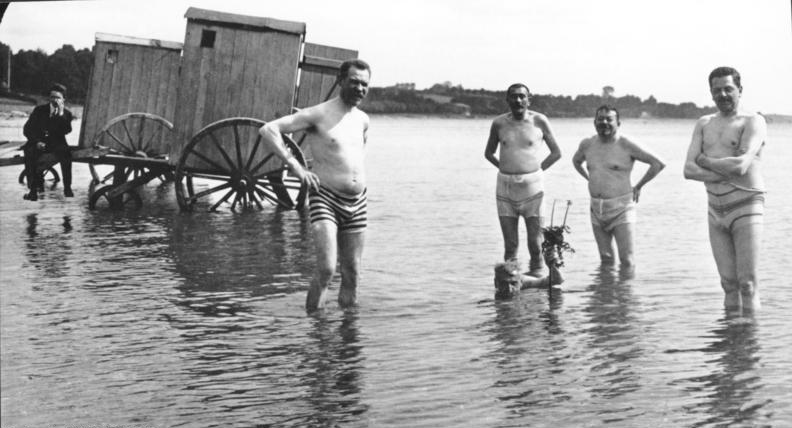
Das Badehosen-Foto: Friedrich Ebert und Gustav Noske (stehend, zweiter und dritter von rechts) mit Henry Everling und anderen Mitgliedern der Konsumgenossenschaft Produktion, Haffkrug, 16. Juli 1919

### Badehosen-Foto
Im Sommer 1919 wurde ein Foto veröffentlicht, das Noske gemeinsam mit dem Reichspräsidenten Friedrich Ebert in Badehose zeigte. Skandalös wurde es vor allem deswegen empfunden, weil auch bei Männern noch in der Kaiserzeit ein Ganzkörperbadeanzug üblich war. Dieses Bild benutzten viele Gegner der Republik, um gegen den Reichswehrminister und die neue, demokratische Regierungsform zu polemisieren. Der rechtsliberale Hannoversche Kurier zum Beispiel erkannte in dem Bild ein Symbol für die vom Versailler Vertrag gedemütigte, schwächliche Republik: Der Reichswehrminister ganz ohne Waffen, der Reichspräsident „in der Pracht all der Nacktheit“. Auch die Linke benutzte diese „antirepublikanische Ikone“: Die kommunistische Zeitschrift Die Pleite veröffentlichte 1923 eine an das Foto angelehnte Karikatur, die Ebert und Noske in Badehosen zeigte, allerdings nicht in der Ostsee, sondern in einem Meer von Blut.
Nachdem er am 29. Februar 1920 in Absprache mit Ebert die reaktionären Freikorps, u. a. die Brigade Ehrhardt, aufgelöst hatte, kam es zum reaktionären Kapp-Lüttwitz-Putsch vom 13. März 1920. Auch Reichspräsident Ebert konnte Noske nicht mehr halten; wegen „Begünstigung der Konterrevolution“ wurde Noske nach dem Kapp-Putsch zum Rücktritt als Reichswehrminister gezwungen.

## Politischer Abstieg

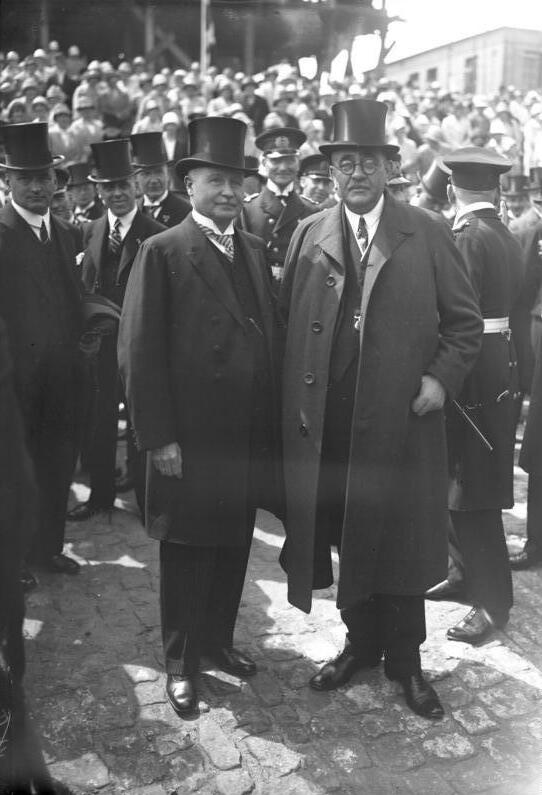
Gustav Noske (rechts) mit Wilhelm Groener, 1930

Noske wurde im Jahr 1920 auf den Posten des Oberpräsidenten der preußischen Provinz Hannover abgeschoben. Seine Versuche, nach 1920 in der SPD wieder Fuß zu fassen, scheiterten. So forderte z. B. der Bezirksvorstand der SPD Pommerns im Januar 1928 mit einem einstimmigen Beschluss den Parteivorstand der SPD auf, eine Kandidatur Noskes für die Reichstagswahl 1928 zu verhindern.

## Entlassung und nationalsozialistische Verfolgung
Noske, der nach dem Preußenschlag nicht (wie so viele andere sozialdemokratische beziehungsweise republiktreue Spitzenbeamte) entlassen wurde, erhielt nach der „Machtergreifung“ der Nationalsozialisten umgehend die Aufforderung, sich in Berlin einzufinden. Am 6. Februar 1933 besprach Hermann Göring persönlich mit ihm die Modalitäten seines Ausscheidens aus dem Amt des Oberpräsidenten. Noske wurde zugesichert, er könnte bis zum 1. Oktober 1933, also bis zum Erreichen der Altersgrenze, im Amt verbleiben. Allerdings müsse er bis dahin Urlaub nehmen. Noske willigte ein. Göring hielt seine Zusage in der Folgezeit nicht ein. Anfang Mai 1933 ließ er mitteilen, dass nun das Amt des Oberpräsidenten für Viktor Lutze freizumachen sei. Mitte Mai folgte die Versetzung Noskes in den einstweiligen Ruhestand. Am 26. September 1933 wurde Noske schließlich unter Bezugnahme auf § 4 (mangelnde nationale Zuverlässigkeit) des Gesetzes zur Wiederherstellung des Berufsbeamtentums endgültig entlassen.
Ebenfalls im Jahr 1933 verlor er seine Ehrenbürgerschaft der TH Hannover. In einem Bericht von 1938 an das Reichswissenschaftsministerium bat der Rektor der Hochschule um Zustimmung, dass Noske „nicht in aller Form die Würde des Ehrenbürgers entzogen wird“. Er habe zwar eine andere politische Einstellung gehabt, „unlautere Handlungsweisen“ könnten ihm aber nicht nachgewiesen werden. Der förmliche Entzug der Ehrenbürgerschaft sei „als eine unbillige Härte“ anzusehen.
Noske war in die Pläne des Widerstands gegen Adolf Hitler eingeweiht und im Schattenkabinett Beck/Goerdeler für den Fall eines gelungenen Staatsstreiches als Politischer Beauftragter im Wehrkreis IX (Kassel) eingeplant. Nach dem gescheiterten Attentat vom 20. Juli 1944 auf Hitler wurde Noske verhaftet und zuerst ins Lager Fürstenberg/Havel auf dem Gelände der Sicherheitspolizeischule Drögen verbracht, das zum KZ Ravensbrück gehörte. Er überlebte die insgesamt siebenmonatige Haft in diesem Lager und war anschließend im Zellengefängnis Lehrter Straße in Berlin-Moabit inhaftiert, aus dem er am 25. April 1945 entlassen wurde.

## Nachkriegszeit

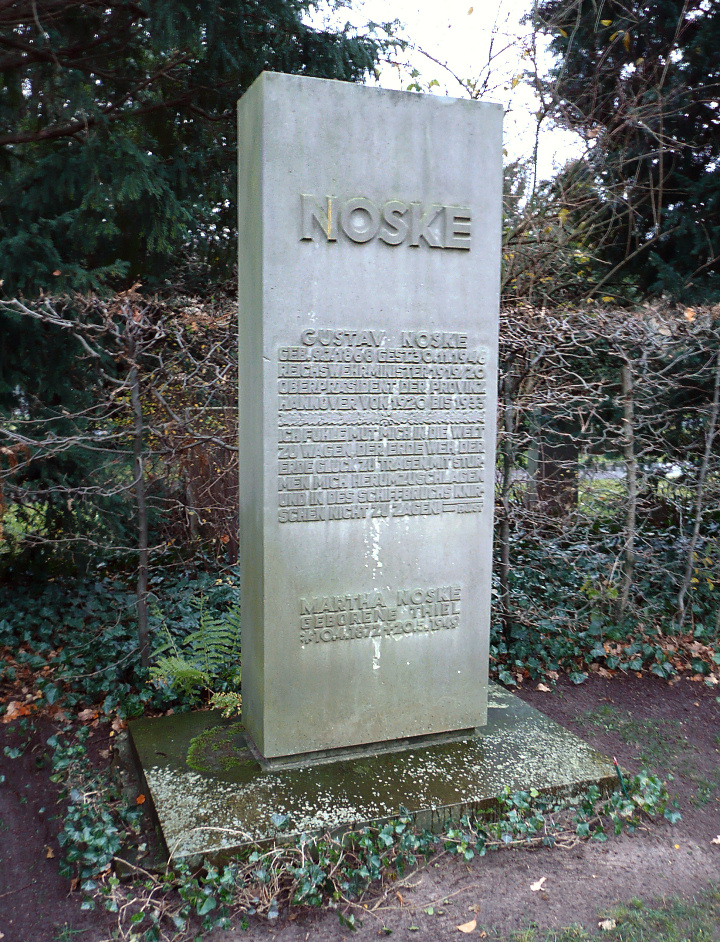
Grab auf dem Stadtfriedhof Engesohde

Nach dem Ende des Zweiten Weltkrieges war es für eine weitere politische Karriere des nun fast achtzigjährigen Noske zu spät. Sozialdemokraten der Westzonen wie Kurt Schumacher verteidigten Noske zwar gegen die Kritik der Kommunisten, machten ihm aber auch deutlich, dass sie auf eine aktive politische Rolle für ihn keinen Wert mehr legten.
Kurz vor seinem Tod im Jahr 1946 verfasste Noske einen Teil seiner Memoiren. Darin brandmarkte er den „ostjüdischen“ Einfluss in der deutschen Arbeiterbewegung. Über die Radikalen schrieb er, „daß die ostjüdischen ‚Marxisten‘ eine besondere Veranlagung dafür besaßen, den Sozialismus zu einem Dogma auszubilden […] Sie brüteten eine Geheimwissenschaft aus, die den deutschen Arbeitern stets unverständlich geblieben ist.“ Auf die jüdische Abstammung der Revisionisten wurde unter und von Sozialdemokraten hingegen nie verwiesen.
Noskes Grab befindet sich auf dem Stadtfriedhof Engesohde in Hannover. Sein Nachlass befindet sich im Bundesarchiv und dem Archiv der sozialen Demokratie.

## Forschungsstand
Das Leben Gustav Noskes ist bisher in nur wenigen Biographien verarbeitet worden, so in Wolfram Wettes Buch Gustav Noske, einer politischen Biographie aus dem Jahr 1987. Diese auf breiter Quellenbasis erarbeitete Studie referiert auch den damaligen Forschungsstand zum Thema. Zu einzelnen Lebensphasen Noskes sind überdies Spezialstudien vorgelegt worden, so beispielsweise Die Revolution in Kiel von Dirk Dähnhardt; diese Publikation beleuchtet hauptsächlich den Ablauf der Kieler Revolution und Noskes Wirken während dieser Phase. Die Zeit Noskes als Oberpräsident der Provinz Hannover ist umfassend in einer zweibändigen Dissertation Günther Bodes aus dem Jahre 1982 aufgearbeitet worden.

## Schriften (Auswahl)
- Zum sozialdemokratischen Parteitag 1912. In: Sozialistische Monatshefte. 16. = 18. Jg. (1912), Heft 18/20, S. 1087–1090. Digitalisat
- Die Taktik der Fraktion. In: Die Neue Zeit. Wochenschrift der deutschen Sozialdemokratie. 31. Jg. 1912–1913, 2. Band (1913), Heft 39, S. 425–428. Digitalisat
- Die sozialdemokratische Reichstagsfraktion und die Deckungsvorlagen. In: Sozialistische Monatshefte. 19. Jg. (1913), Heft 18/20, S. 1101–1108. Digitalisat
- Kolonialpolitik und Sozialdemokratie. Stuttgart 1914.
- zusammen mit Adolph Koester: Kriegsfahrten durch Belgien und Nordfrankreich 1914. Berlin 1914.
- Kolonialpolitik nach dem Kriege. In: Die Neue Zeit. 36. Jg. 1917–1918, 1. Band (1918), Heft 21, S. 481–488. Digitalisat
- Noske. Wie ich wurde – Selbstbiographien volkstümlicher Persönlichkeiten. Kultur, Berlin 1919. Digitalisat
- Rede des Reichswehrministers Noske in der Vertretertagung der deutschen Hochschulen am 29. April 1919 in Berlin. (Berlin 1919) Digitalisat
- Von Kiel bis Kapp. Zur Geschichte der deutschen Revolution. Verlag für Politik und Wirtschaft, Berlin 1920.Digitalisat
- Erlebtes aus Aufstieg und Niedergang einer Demokratie. Offenbach 1947. Digitalisat [auch unter dem Titel Aufstieg und Niedergang der deutschen Sozialdemokratie. Erlebtes aus Aufstieg und Niedergang einer Demokratie. Zürich 1947 erschienen].

## Theater, Film und Fernsehen
- In Dieter Meichsners Fernsehspiel Novemberverbrecher wurde Noske von Günter Glaser dargestellt.
- Robert Habeck, Andrea Paluch, Frank Trende: 1918. Revolution in Kiel. Theaterstück. Boyens, Heide 2014.